# پازو

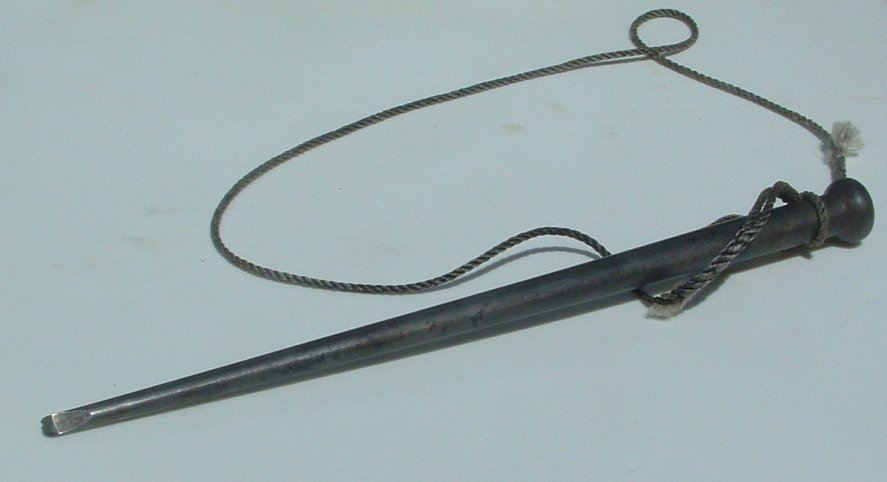
یک پازوی دارای شانه‌آویز.

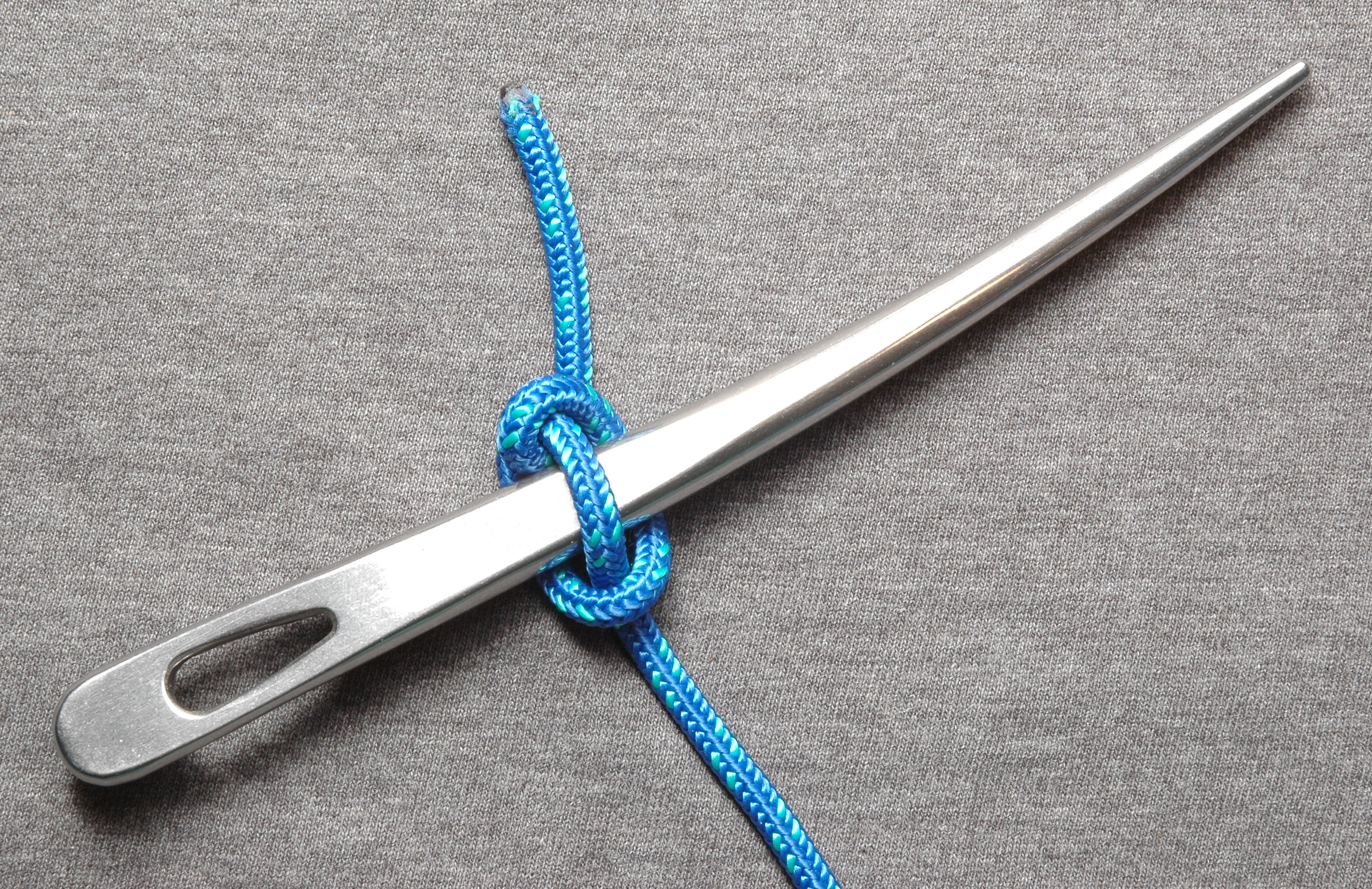
یک پازو که سوراخ بخو دارد و طنابی به صورت خفت پازو به آن خفت شده است.

پازو ابزار نوک تیزی است که با آن الیاف طناب یا سیم را از هم جدا می‌کنند.
پازو وسیله‌ای مخروطی و نوک تیز و بلند از فلز یا چوب است که برای فاصله انداختن میان رشته‌های طناب یا بافهٔ فلزی و رد کردن رشته‌های طناب یا بافهٔ فلزی دیگر به‌منظور در هم بافتن آن‌ها استفاده می‌شود.
طناب‌کاران از پازو برای محکم کردن روکش طناب نیز استفاده می‌کنند.
به پازو طناب‌شکاف و سیم‌شکاف هم گفته شده‌است.
خِفت پازو خفتی بسیار ساده و درعین‌حال محکم که طناب‌کاران از آن برای بستن طناب به دور طنابی دیگر یا پازو یا شیء مشابه استفاده می‌کنند.